# Maršiči, Ribnica
Maršiči je naselje v Občini Ribnica.